# Café da Manhã (canção)
"Café da Manhã" (estilizada como "CAFÉ DA MANHÃ ;P") é uma canção das cantoras brasileiras Luísa Sonza e Ludmilla, gravada para o segundo álbum de estúdio de Sonza, Doce 22 (2021). Foi lançada como o quinto e último single do disco em 8 de fevereiro de 2022, através da Universal Music Brasil.

## Apresentações ao vivo
Luisa e Ludmilla apresentaram a canção na televisão pela primeira vez no programa Caldeirão com Mion, e no MTV MIAW 2022, junto a um medley com Cachorrinhas e Socadona.
Em 30 de junho de 2022, Ludmilla lançou o terceiro single do projeto "Medley Lud Session", na qual convidou Luísa e apresentou um medley de "Tudo Porque Você Mentiu", "Penhasco", "De Rolê", "Café da Manhã" e "Doutora 3", homenagem ao MC Kevin, ao lado dela.

## Desempenho comercial

### Tabelas semanais
| Tabela musical (2022) | Melhor posição |
| --------------------- | -------------- |
| Brasil (Billboard)    | 14             |
| Portugal (AFP)        | 37             |